# Kajsa Bergqvist
Kajsa Bergqvist (Kajsa Margareta Bergqvist; * 12. Oktober 1976 in Sollentuna) ist eine ehemalige schwedische Hochspringerin, die unter anderem 2005 Weltmeisterin wurde und 2000 die olympische Bronzemedaille gewann.

## Werdegang
Bergqvist ist die Tochter des 110-Meter-Hürdensprinters Gunnar Bergqvist, der an den Olympischen Spielen 1972 in München teilnahm. Ihren internationalen Durchbruch hatte sie bei den Olympischen Spielen 2000 in Sydney. Sie gewann die Bronzemedaille. 2001 wurde sie zunächst Hallenweltmeisterin und im Sommer bei den Weltmeisterschaften 2001 in Edmonton gewann sie wie in Sydney die Bronzemedaille. 2002 hatte sie ihre bisher stärkste Saison mit insgesamt 14 Siegen aus 17 Wettkämpfen, dabei wurde sie Europameisterin und Hallenvizeweltmeisterin.
2004 musste sie verletzt auf die Teilnahme an den Olympischen Spielen in Athen verzichten, konnte aber dann den begehrten Titel bei den Weltmeisterschaften 2005 in Helsinki gewinnen. Dies war die längst fällige Krönung der besten Hochspringerin der letzten fünf Jahre. Für diese Leistung wurde sie mit der Svenska-Dagbladet-Goldmedaille geehrt.
Ihre persönliche Freiluftbestleistung beträgt 2,06 m, erzielt am 26. Juli 2003 beim internationalen Hochsprung-Meeting in Eberstadt. Am 4. Februar 2006 übersprang sie beim 30. Hochsprung mit Musik in Arnstadt 2,08 m. Somit hat sie Heike Henkel, die bei diesem Meeting mit dem Award für ihr Lebenswerk ausgezeichnet wurde, als Hallenweltrekordhalterin abgelöst. Bei den im Sommer folgenden Europameisterschaften 2006 im heimatlichen Göteborg war sie die Topfavoritin, wurde in einem hochklassigen Finale von der Belgierin Tia Hellebaut überraschend bezwungen und gewann die Bronzemedaille.
Kajsa Bergqvist ist 1,75 m groß und wog zu Wettkampfzeiten 59 kg. Seit 2004 war Yannick Tregaro ihr Trainer. Am 7. Januar 2008 gab sie das Ende ihrer Karriere bekannt.
Von 2007 bis 2011 war sie mit dem schwedischen Schauspieler und Filmregisseur Måns Herngren (* 1965) verheiratet.

## Leistungsentwicklung

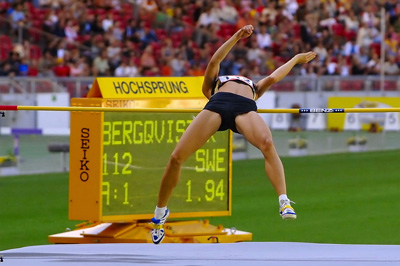
Berqvist beim Weltfinale 2006 in Stuttgart

| Jahr | Hochsprung (in Meter) |
| ---- | --------------------- |
| 1988 | 1,38                  |
| 1989 | 1,56                  |
| 1990 | 1,56                  |
| 1991 | 1,61                  |
| 1992 | 1,77                  |
| 1993 | 1,84                  |
| 1994 | 1,90                  |
| 1995 | 1,90                  |
| 1996 | 1,93                  |
| 1997 | 1,95                  |
| 1998 | 1,93                  |
| 1999 | 1,98                  |
| 2000 | 2,01                  |
| 2001 | 2,00                  |
| 2002 | 2,05                  |
| 2003 | 2,06                  |
| 2004 | -                     |
| 2005 | 2,03                  |
| 2006 | 2,08 (Halle)          |